# Cyclanorbis senegalensis
Cyclanorbis senegalensis е вид костенурка от семейство Мекочерупчести костенурки (Trionychidae). Видът е почти застрашен от изчезване.

## Разпространение и местообитание
Разпространен е в Бенин, Буркина Фасо, Гамбия, Гана, Гвинея-Бисау, Етиопия, Камерун, Кот д'Ивоар, Мавритания, Мали, Нигерия, Сенегал, Того, Чад и Южен Судан.
Обитава крайбрежията на сладководни басейни.